# ألان لي وودرو
ألان لي وودرو (بالإنجليزية: Allan Lee Woodrow)‏ هو سياسي كندي، ولد في 16 أبريل 1886 في سانت جون في كندا، وتوفي في 29 مارس 1966. حزبياً، نشط في الحزب الليبرالي الكندي. وقد انتخب عضو مجلس الشيوخ الكندي.